# Luigi Bosi (politico 1874)
Luigi Bosi (Sansepolcro, 16 aprile 1874 – Sansepolcro, 17 novembre 1946) è stato un politico italiano, esponente del Partito Socialista Italiano.

## Biografia
Nato a Sansepolcro, avviò l'attività politica in giovane età nelle file del Partito Socialista Italiano.
Fu sindaco della città natale dal 1909 al 1912. Durante la prima guerra mondiale fece propaganda anti-interventista e fu accusato e processato per aver organizzato proteste..
Nel 1919 venne eletto deputato alla Camera dei Deputati nel collegio di Siena-Arezzo-Grosseto, ottenendo la riconferma nel 1921. Nel 1922 aderì al nuovo Partito Socialista Unitario, di cui era segretario Giacomo Matteotti.
Figura di riferimento dell'antifascismo a Sansepolcro e in Valtiberina, fu più volte vittima di aggressioni squadristiche..
Dopo la caduta del fascismo fu membro del Comitato provinciale aretino di concentrazione antifascista e del CLN cittadino di Sansepolcro, e venne poi nominato assessore alle finanze della giunta guidata da Carlo Dragoni.
Il 18 maggio 1983 il consiglio comunale di Sansepolcro gli ha intitolato una strada nella frazione di Santa Fiora. Ha portato il suo nome anche la locale sezione del Partito Socialista Democratico Italiano.